# Stráňavy
Stráňavy é um município da Eslováquia, situado no distrito de Žilina, na região de Žilina. Tem 10,87 km² de área e sua população em 2018 foi estimada em 1.875 habitantes.

## Demografia
| Ano:        | 1994 | 2004   | 2014   | 2024   |
| ----------- | ---- | ------ | ------ | ------ |
| Broj ljudi: | 1756 | 1831   | 1865   | 1897   |
| Razlika:    |      | +4,27% | +1,85% | +1,71% |

| Ano:               | 2023 | 2024   |
| ------------------ | ---- | ------ |
| Número de pessoas: | 1901 | 1897   |
| Diferença:         |      | -0,21% |